# Dansk Standard
Dansk Standard er Danmarks standardiseringsorganisation, der varetager national såvel som international standardisering. Dansk Standard blev dannet i 1992 ved en fusion af Dansk Standardiseringsråd, Dansk Elektroteknisk Komité og Dansk Ingeniørforenings normorganisation (Norm A/S). Dansk Standardiseringsråd, Dansk Standards egentlige forgænger, var blevet grundlagt i 1926 som Den Danske Standardiserings Kommission og fik 1929 navnet Dansk Standardiseringsraad.
Dansk Standard er en privat, selvejende virksomhed med et almennyttigt formål. Dansk Standards mission er at styrke samfundet gennem kerneaktiviteterne standardisering, certificering og videnformidling og derigennem skabe værdi for stakeholdere – kunder, medarbejdere og samfundet generelt.
Arbejdet med at udarbejde en standard foregår i regi af standardiserings-organisationerne i de enkelte lande – i Danmark er det Dansk Standard.
Hvis der opstår behov for en ny standard, undersøger Dansk Standard mulighederne for at nedsætte et standardiseringsudvalg. Udvalgets opgave vil typisk være at afklare den danske holdning til et europæisk eller internationalt forslag om en ny standard, og eventuelt selv komme med forslag til indholdet. Udvalget kan dog også have til opgave at udvikle en national standard, som altså kun vil gælde i Danmark. Når forslaget til en standard er færdigt, sendes det til offentlig høring og udvalget tager stilling til eventuelle indsigelser. Når standarden er godkendt, kan den købes hos Dansk Standard.
Dansk Standard flyttede i sommeren 2014 til Portland Towers på Göteborg Plads 1 i Nordhavnen. Dansk Standard har tidligere haft til huse på Kollegievej i Charlottenlund, i en bygning der tidligere har været katolsk kollegie og senere rummede radiofabrikken Torotor der blev saboteret af BOPA 1945.

## Områder
- Arbejdsmiljø
- ATEX
- Byggeri og anlæg
- CE-mærkning
- Elektroteknik
- Energi
- Eurocodes
- Forbrugersikkerhed
- Fødevarer
- GPS
- IT
- Kvalitet og Ledelse
- Logistik
- Maskiner og Mekanik
- Medicinsk udstyr
- Miljø
- Service
- Sundhed

## Ekstern henvisning
- Dansk Standard
- CE-mærkning
- Informationsikkerhed

| Erhverv og erhvervsliv | Spire Denne artikel om erhverv, erhvervsliv og arbejdsmarked er en spire som bør udbygges. Du er velkommen til at hjælpe Wikipedia ved at udvide den. |

55°42′25″N 12°35′49″Ø / 55.70698211°N 12.59697215°Ø